# 春田 (名古屋市)
春田（はるた、はるだ）は、愛知県名古屋市中川区にある地名である。現行行政地名は春田一丁目から春田五丁目と富田町大字春田。住居表示未実施。富田町大字春田には19の小字が設置されている。

## 概要
JR東海関西本線春田駅を中心とした地域で、国道302号（名古屋環状2号線）が南北、愛知県道29号弥富名古屋線（八熊通）が東西に貫いており、町の東西端には新川と戸田川がいずれも南北方向に流れている。現行行政地名では春田一丁目～五丁目、富田町大字春田（いずれも住居表示未実施区域）を指すが、東春田一丁目～三丁目や近隣の西伏屋・戸田明正などといった地域も含め広域の呼称として「春田」が使われることが多い。この傾向は2001年の春田駅開業以降顕著になっている。
なお、地名をはじめとする一般的な呼称には「はるた」を用いるが、小学校（名古屋市立春田小学校）の呼称に関しては「はるだ」を用いる。また、JR関西線のアナウンスでは「はるた」とアクセントがつくが、地元住民の間においては「はるた」「はるた」と呼ばれることが多い。

## 歴史

### 町名の由来

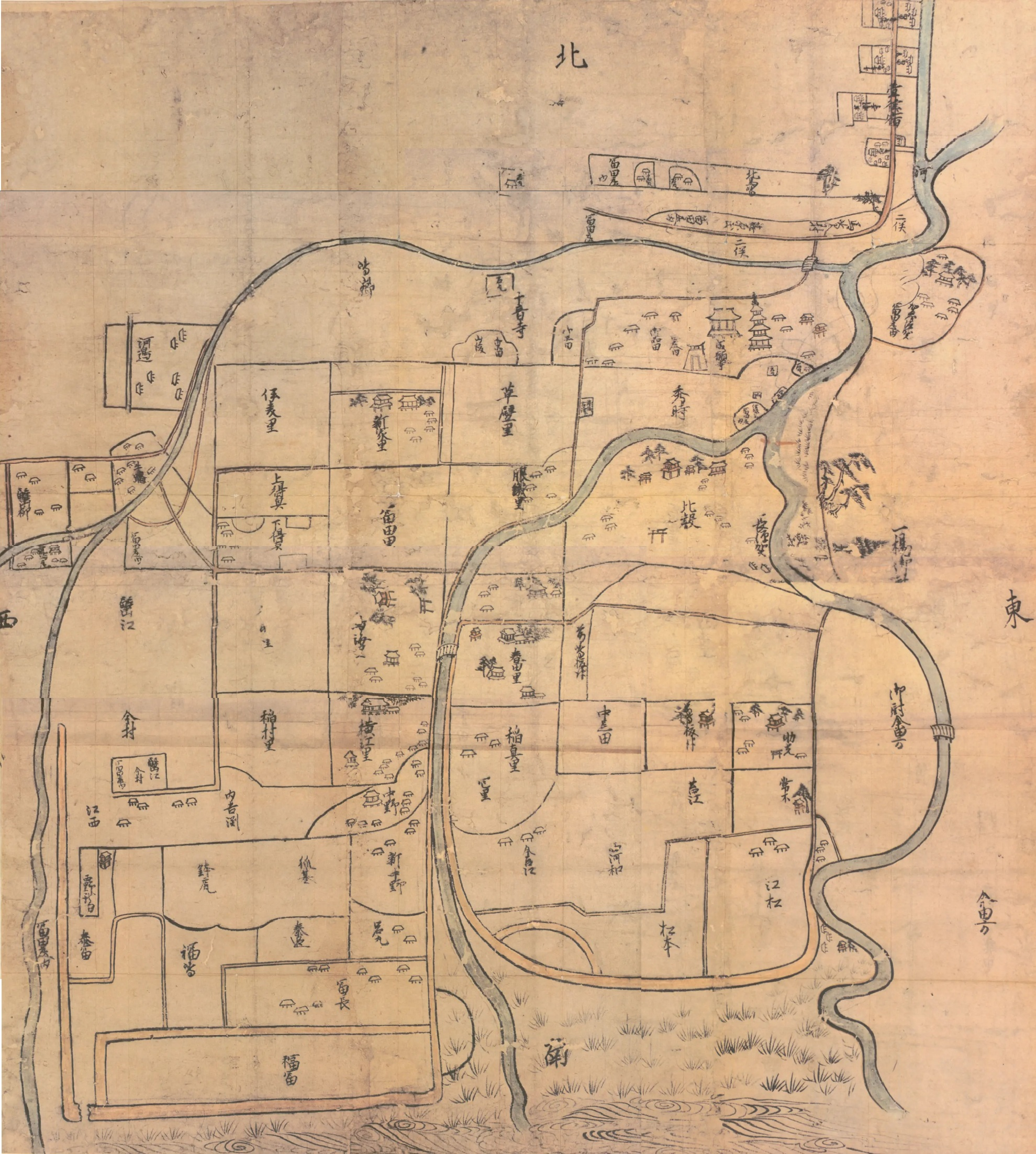
鎌倉時代成立の富田庄絵図（円覚寺文書）には「春田里」と書かれている。

江戸期の海東郡春田村を前身とする。開墾田を意味する「治田（はりた）」が転じたという説がある。14世紀前半成立の尾張国海東郡富田荘の絵図に「春田里」の記載があることから、「春田」という地名は鎌倉期には既に定着していたものとみられる。

### 行政区画の変遷

#### 富田町大字春田
- 1889年（明治22年）10月1日 - 町村制施行・合併に伴い、海東郡戸田村大字春田となる[6]。
- 1906年（明治39年）7月1日 - 合併に伴い、富田村大字春田となる[6]。
- 1913年（大正2年）7月1日 - 海東郡と海西郡が合併し、海部郡所属となる[7]。
- 1944年（昭和19年）2月11日 - 町制施行に伴い、富田町大字春田となる[6]。
- 1955年（昭和30年）10月1日 - 名古屋市中川区へ編入し、同区富田町大字春田となる[6]。
- 1980年（昭和55年）9月14日 - 一部がはとり二丁目（現・服部二丁目）・春田一～五丁目・東春田一～三丁目となる[6]。
- 1982年（昭和57年）10月10日 - 一部を春田一丁目へ編入[6]。
- 1989年（平成元年）10月8日 - 一部が吉津四丁目となる[6]。
- 1990年（平成2年）7月29日 - 一部が供米田一～三丁目となる[8]。

#### 春田
- 1980年（昭和55年）9月14日 - 富田町大字服部・春田の各一部より春田一丁目が、富田町大字春田の一部より春田二～五丁目が成立[6]。
- 1982年（昭和57年）10月10日 - 富田町大字服部・春田の各一部を一丁目へ編入[6]。

## 世帯数と人口
2019年（平成31年）2月1日現在の世帯数と人口は以下の通りである。
| 丁目       | 世帯数    | 人口    |
| ---------- | --------- | ------- |
| 春田一丁目 | 309世帯   | 809人   |
| 春田二丁目 | 965世帯   | 2,031人 |
| 春田三丁目 | 312世帯   | 660人   |
| 春田四丁目 | 314世帯   | 744人   |
| 春田五丁目 | 117世帯   | 322人   |
| 計         | 2,017世帯 | 4,566人 |

## 学区
市立小・中学校に通う場合、学校等は以下の通りとなる。また、公立高等学校に通う場合の学区は以下の通りとなる。
| 丁目       | 番・番地等 | 小学校               | 中学校               | 高等学校 |
| ---------- | ---------- | -------------------- | -------------------- | -------- |
| 春田一丁目 | 全域       | 名古屋市立春田小学校 | 名古屋市立富田中学校 | 尾張学区 |
| 春田二丁目 | 全域       | 名古屋市立春田小学校 | 名古屋市立富田中学校 | 尾張学区 |
| 春田三丁目 | 全域       | 名古屋市立春田小学校 | 名古屋市立富田中学校 | 尾張学区 |
| 春田四丁目 | 全域       | 名古屋市立春田小学校 | 名古屋市立富田中学校 | 尾張学区 |
| 春田五丁目 | 全域       | 名古屋市立春田小学校 | 名古屋市立富田中学校 | 尾張学区 |

## 主な施設

### 春田一丁目
- 名古屋春田郵便局
- つけ麺丸和 春田本店

### 春田三丁目
- 中川区役所富田支所
- 中川保健センター富田分室
- セリア春田店
- にぎりの徳兵衛富田店
- LPT春田店

### 春田四丁目
- 春田山浄栄寺
- 庄田公園

### 春田五丁目
- 百五銀行戸田支店
- 替元公園
- 神明社
- スギドラッグ 春田店
- ベトコンラーメン 新京 中川店

### 富田町大字春田
- 富田公園

## 主な人物
- 立川わんだ（落語家）
- 春田周一郎（レーサー）

## 産業
- 醸造業
  - 清酒
  - 味醂

## 写真集

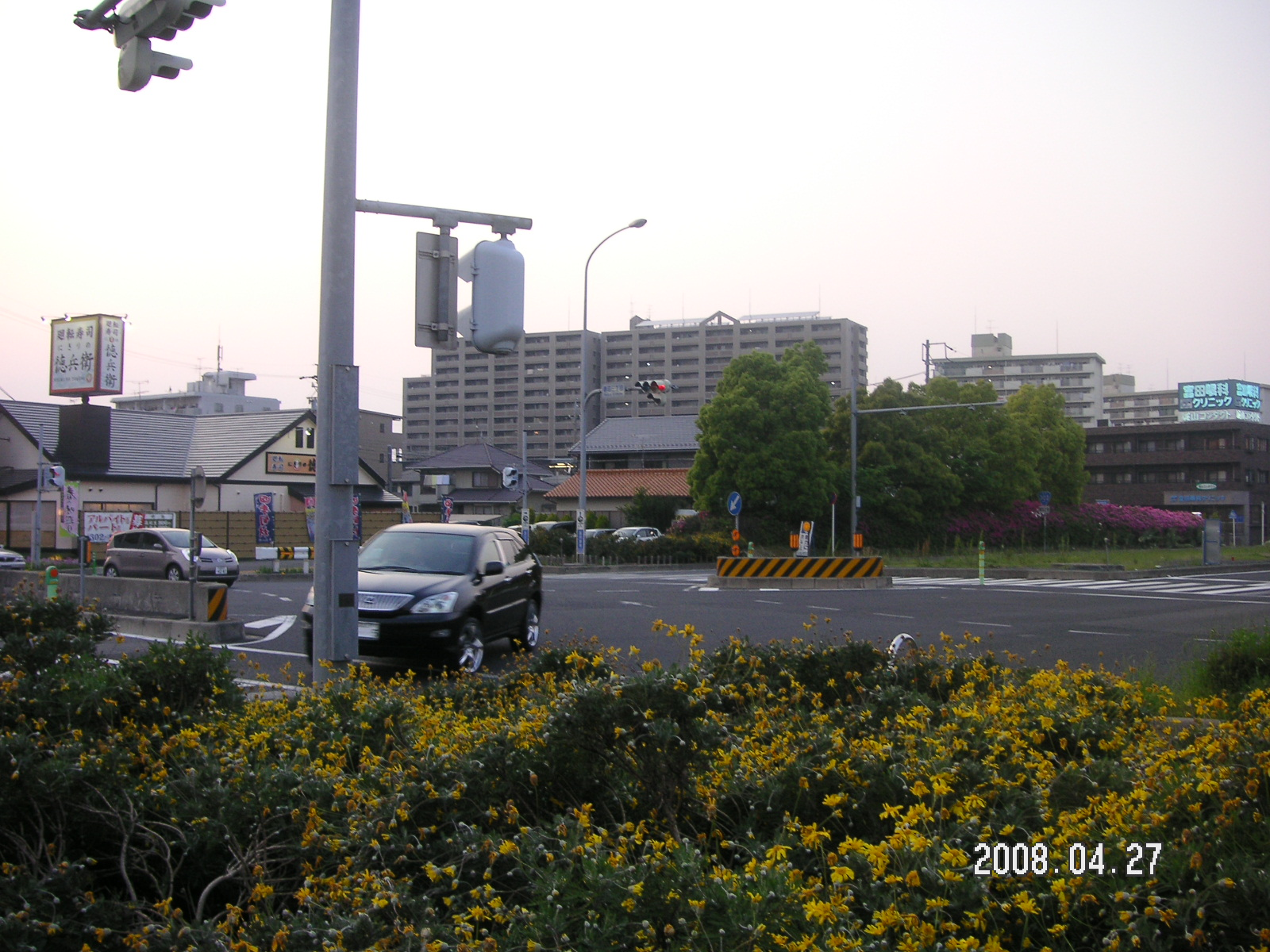
春田3丁目交差点。愛知県道29号弥富名古屋線と国道302号（名古屋環状2号線）が交差しており交通量も多い。奥に見える高層マンションの手前に春田駅がある。
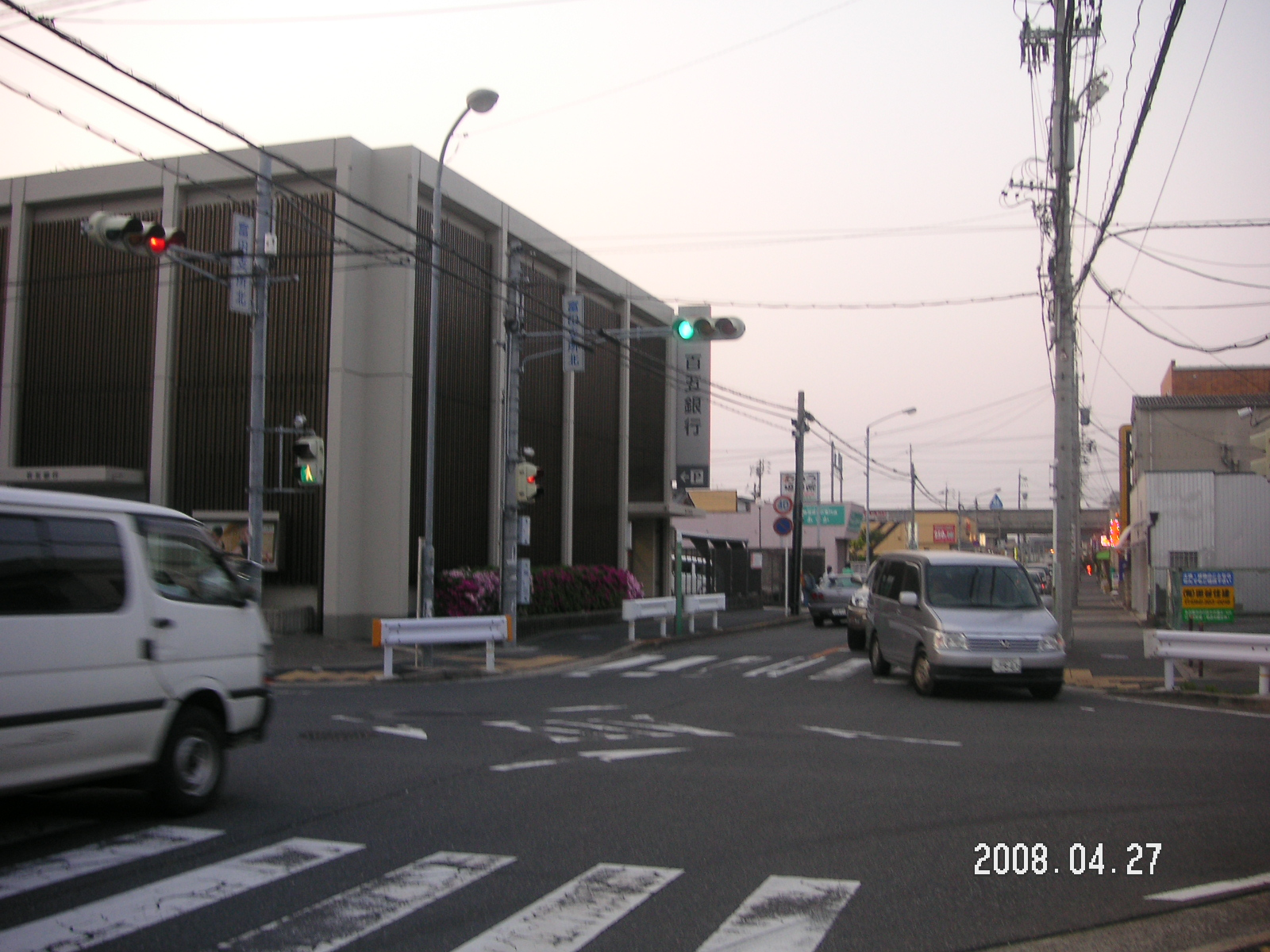
春田5丁目の富田支所北交差点。画像中心部の道路を進むと商店街がある。
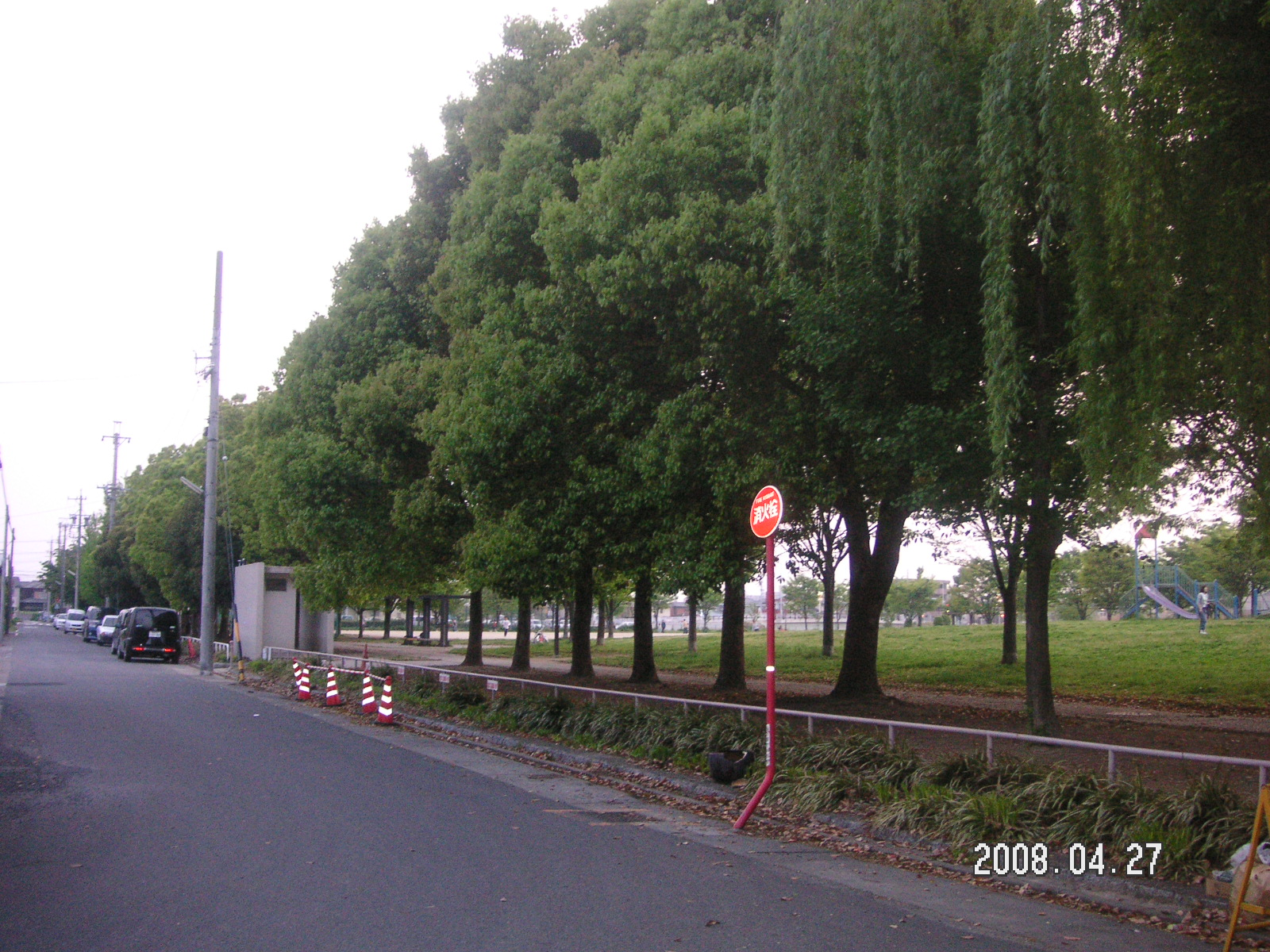
春田1丁目にある富田公園は公園が比較的多いこの周辺でも最も規模の大きい都市公園となっている。
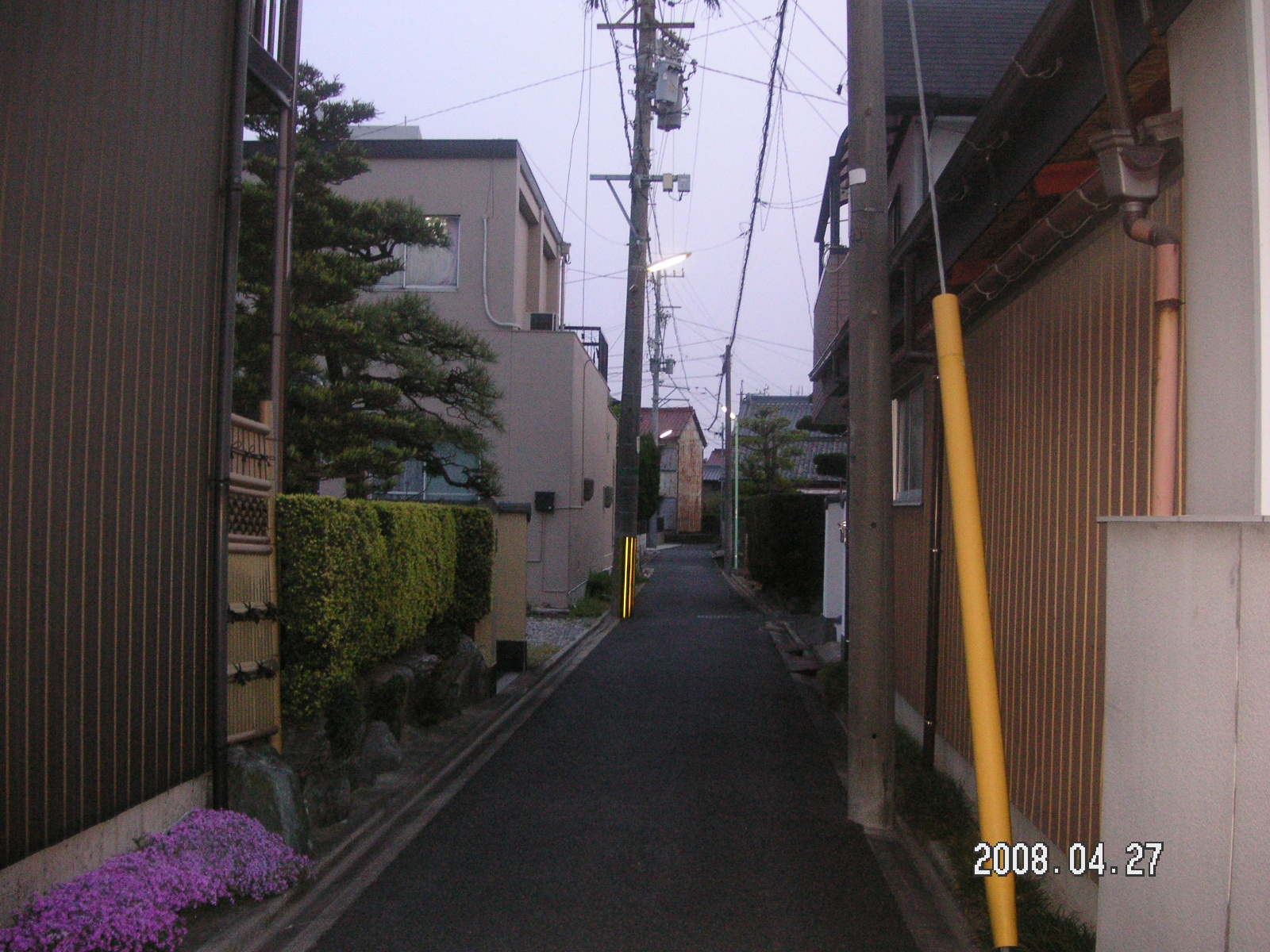
春田5丁目西方にある旧市街地。約400mに及ぶ狭い道が南北に貫いている。

## 交通

### 鉄道・バス
- 春田駅（JR関西本線・名古屋市営バス 金山22・高畑17・中村11・春田11・富田巡回・南陽巡回）
- 東春田（名古屋市営バス 高畑17・中村12・富田巡回）
- 富田中学校前（名古屋市営バス金山22・富田巡回）
- 富田町（名古屋市営バス金山22）
- 戸春橋（とはるはし、名古屋市営バス金山22）
- 富田支所（名古屋市営バス富田巡回・南陽巡回）
- 春田1（名古屋市営バス富田巡回）
- 春田3（名古屋市営バス富田巡回）

### 道路
- 名古屋第二環状自動車道（名二環）
- 国道302号（名古屋環状2号線）
- 愛知県道29号弥富名古屋線（八熊通）

## その他

### 日本郵便
- 集配担当する郵便局は以下の通りである[11]。

| 町丁           | 郵便番号 | 郵便局     |
| -------------- | -------- | ---------- |
| 春田           | 454-0985 | 中川郵便局 |
| 富田町大字春田 | 454-0986 | 中川郵便局 |